# Championnat du Portugal de rugby à XV 2015-2016
Navigation
Championnat 2014-2015 Championnat 2016-2017
Le championnat du Portugal de rugby à XV 2015-2016 met aux prises les dix meilleurs clubs de rugby à XV du Portugal. Lors d'une première phase dite régulière, les équipes se rencontrent en matchs aller-retour. Puis les clubs se rencontrent en confrontations directes afin de déterminer le champion.

## Clubs de l'édition 2015-2016
| Lisbonne Coimbra Lousã Porto Cascais Arcos de Valdevez |

| Équipe      | Stade                           | Capacité | Ville             | Entraîneurs  |
| ----------- | ------------------------------- | -------- | ----------------- | ------------ |
| Académica   | Estádio Sérgio Conceição        |          | Coimbra           | -            |
| Agronomia   | Campo Tapada Da Ajuda           |          | Lisbonne          |              |
| Belenenses  | Estádio do Restelo              |          | Lisbonne          | -            |
| CDUL        | Estádio Universitário de Lisboa | 8000     | Lisbonne          | -            |
| CDUP        | Estádio Universitário do Porto  |          | Porto             | -            |
| CRAV        | Campo da Coutada                |          | Arcos de Valdevez | -            |
| Direito     | Campo de Monsanto               |          | Lisbonne          | -            |
| GDS Cascais | Campo da Guia                   |          | Cascais           | Craig Ferris |
| RC Lousã    | Estádio de Rugby José Redondo   |          | Lousã             | -            |
| Técnico     | Campo das Olaias                |          | Lisbonne          | -            |

## Phase régulière

### Classement
| Rang | Club        | J  | V  | N | D  | Bo     | Bd | Pm  | Pe  | Diff | Pts |
| ---- | ----------- | -- | -- | - | -- | ------ | -- | --- | --- | ---- | --- |
| 1    | CDUL (T)    | 18 | 16 | 1 | 1  | 8 + 9  | 0  | 595 | 197 | +398 | 83  |
| 2    | Direito     | 18 | 15 | 0 | 3  | 8 + 11 | 2  | 613 | 213 | +400 | 81  |
| 3    | GDS Cascais | 18 | 14 | 0 | 4  | 8 + 6  | 2  | 496 | 243 | +253 | 72  |
| 4    | CR Técnico  | 18 | 11 | 0 | 7  | 8 + 9  | 2  | 610 | 316 | +294 | 63  |
| 5    | Agronomia   | 18 | 11 | 0 | 7  | 8 + 6  | 2  | 434 | 365 | +69  | 60  |
| 6    | Belenenses  | 18 | 7  | 1 | 10 | 8 + 2  | 2  | 374 | 416 | -42  | 42  |
| 7    | CDUP        | 18 | 6  | 0 | 12 | 8 + 4  | 3  | 329 | 392 | -63  | 39  |
| 8    | Académica   | 18 | 6  | 0 | 12 | 8 + 3  | 2  | 265 | 555 | -290 | 37  |
| 9    | RC Lousã    | 18 | 2  | 0 | 16 | 8 + 0  | 3  | 180 | 621 | -441 | 19  |
| 10   | CRAV        | 18 | 1  | 0 | 17 | 8 + 0  | 2  | 168 | 746 | -578 | 14  |

La colonne BO indique les points délivrés au titre des folgas + les points de bonus offensifs obtenus par chaque équipe.
|  | Qualifiés pour le tour final (no 1, no 2, no 3, no 4, no 5, no 6) |
|  | Poule de relégation (no 7, no 8, no 9, no 10)                     |
|  | T : tenant du titre 2014 • P : promu                              |

Attribution des points : victoire sur tapis vert : 5, victoire : 4, match nul : 2, défaite : 0, forfait : -2 ; plus les bonus (offensif : 4 essais marqués et 3 ou plus de différence ; défensif : défaite par 7 points d'écart ou moins).

## Phase finale

### Tableau
Les deux premiers de la phase régulière sont directement qualifiés pour les demi-finales. En matchs de barrage pour attribuer les deux autres places, le troisième reçoit le sixième et le quatrième reçoit le cinquième. Les vainqueurs affrontent respectivement le deuxième et le premier.
|  | Barrages        | Barrages        |                |                        | Demi-finales  | Demi-finales  |  |  | Finale     | Finale     |
|  | Barrages        | Barrages        |                |                        | Demi-finales  | Demi-finales  |  |  | Finale     | Finale     |
|  |                 |                 |                |                        |               |               |  |  |            |            |
|  | 23 avril 2016   | 23 avril 2016   |                |                        | 30 avril 2016 | 30 avril 2016 |  |  | 7 mai 2016 | 7 mai 2016 |
|  | 23 avril 2016   | 23 avril 2016   |                |                        | 30 avril 2016 | 30 avril 2016 |  |  | 7 mai 2016 | 7 mai 2016 |
|  | 23 avril 2016   | 23 avril 2016   | [1] CDUL       | 22                     |               |               |  |  | 7 mai 2016 | 7 mai 2016 |
|  | [4] CR Técnico  | 9               | [1] CDUL       | 22                     |               |               |  |  | 7 mai 2016 | 7 mai 2016 |
|  | [4] CR Técnico  | 9               | [4] CR Técnico | 15                     |               |               |  |  | 7 mai 2016 | 7 mai 2016 |
|  | [5] Agronomia   | 6               | [4] CR Técnico | 15                     |               |               |  |  | 7 mai 2016 | 7 mai 2016 |
|  | [5] Agronomia   | 6               | 30 avril 2016  | 30 avril 2016          | [1] CDUL      | -             |  |  |            |            |
|  | 23 avril 2016   |                 | 30 avril 2016  | 30 avril 2016          | [1] CDUL      | -             |  |  |            |            |
|  |                 | [2] Direito     | 30 avril 2016  | 30 avril 2016          | -             |               |  |  |            |            |
|  | [3] GDS Cascais | [2] Direito     | 30 avril 2016  | 30 avril 2016          | -             | 33            |  |  |            |            |
|  | [3] GDS Cascais | [2] Direito     | 35             |                        |               | 33            |  |  |            |            |
|  | [6] Belenenses  | [2] Direito     | 35             | 25                     |               |               |  |  |            |            |
|  | [6] Belenenses  | [3] GDS Cascais | 18             | 25                     |               |               |  |  |            |            |
|  |                 | [3] GDS Cascais | 18             | Match pour la 3e place |               |               |  |  |            |            |
|  |                 |                 |                |                        |               |               |  |  |            |            |
|  |                 |                 |                |                        |               |               |  |  |            |            |
|  |                 |                 |                |                        |               |               |  |  |            |            |
|  | [4] CR Técnico  |                 |                |                        |               |               |  |  |            |            |
|  |                 |                 |                |                        |               |               |  |  |            |            |
|  | [3] GDS Cascais |                 |                |                        |               |               |  |  |            |            |
|  |                 |                 |                |                        |               |               |  |  |            |            |